# Momoiro Punch
Singles de Momoiro Clover Z
- Mirai e Susume!
(11 novembre 2009)
Momoiro Punch (ももいろパンチ) est le premier single indépendant du groupe féminin japonais Momoiro Clover (plus tard renommé en Momoiro Clover Z), sorti en 2009,,,,,,,,,,,.

## Détails du single
Après plusieurs formations du groupe, le groupe était, pendant l'enregistrement des chansons du single, composé de Reni Takagi (leader), Kanako Momota, Akari Hayami, Shiori Tamai, Ayaka Sasaki et Tsukina Takai ; mais Momoka Ariyasu viendra remplacer Tsukina Takai après que cette dernière quitte le groupe quelque temps avant la sortie de Momoiro Punch pour rejoindre le groupe féminin SKE48.
Pour soutenir et promouvoir leur premier single "indie", le groupe a profité des vacances scolaires de mai à août et est allé en minibus pour une longue tournée à travers le Japon, de Hokkaido à Fukuoka. Le groupe ont donné un total de 104 concerts dans 24 magasins d'électronique du réseau de Denki Yamada. La tournée a été intitulée "Yamada Denki Presents: Momoiro Clover Japon Tour 2009 Momoiro Typhoon". Le 26 juillet 2009, au milieu de la tournée et peu de temps avant la sortie du single, Momoka Ariyasu a été ajoutée au groupe en tant que sixième membre,.
Le single sort le 5 août 2009 en deux éditions dont une régulière (CD seulement) et une limitée (CD et un DVD en supplément). Il atteint la 23e des classements hebdomadaires des ventes de l'Oricon et se vend en 4 167 exemplaires pendant la première semaine de vente et 13 655 au total. Le CD contient la chanson-titre et sa version instrumentale, les chansons face-B Rough Style et MILKY WAY, tandis que le DVD contient seulement la musique-vidéo de la chanson-titre.
Les trois premières chansons du figureront sur la compilation du groupe Iriguchi no Nai Deguchi, qui ne sort que quatre ans plus tard.

## Formation
- Reni Takagi
- Kanako Momota (leader)
- Akari Hayami (sub-leader)
- Shiori Tamai
- Ayaka Sasaki

## Liste des titres
| CD    | CD                                            | CD    | CD | CD | CD | CD | CD | CD | CD |
| No    | Titre                                         | Durée |    |    |    |    |    |    |    |
| ----- | --------------------------------------------- | ----- | -- | -- | -- | -- | -- | -- | -- |
| 1.    | Momoiro Punch (ももいろパンチ)                | 4:25  |    |    |    |    |    |    |    |
| 2.    | Rough Style (ラフスタイル)                    | 4:18  |    |    |    |    |    |    |    |
| 3.    | MILKY WAY                                     | 4:01  |    |    |    |    |    |    |    |
| 4.    | Momoiro Punch (instrumental) (ももいろパンチ) | 4:24  |    |    |    |    |    |    |    |
| 16:68 |                                               |       |    |    |    |    |    |    |    |

| 1. | Momoiro Punch (PV) (ももいろパンチ) |  |

## Classements
| Classement (2010)                                  | Position |
| -------------------------------------------------- | -------- |
| Oricon Daily Singles Chart                         | 11       |
| Oricon Weekly Singles Chart                        | 23       |
| Billboard Japan Hot Singles Sales                  | 56       |
| Billboard Japan Top Independent Albums and Singles | 11       |